# Beschrijvende meetkunde

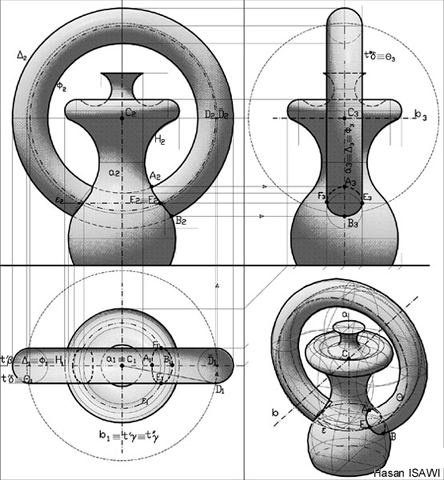
Voorbeeld van vier verschillende visualisaties van hetzelfde voorwerp

Beschrijvende meetkunde is een tak van de meetkunde die zich bezighoudt met de visualisatie van driedimensionale figuren in twee dimensies, door het gebruik van specifieke procedures. Het is een schoolvak dat in België wordt onderwezen.
De beschrijvende meetkunde is in de 18e eeuw door de Franse wiskundige en staatsman Gaspard Monge 1746-1818 ontwikkeld, is op de ruimtemeetkunde gebaseerd en werd in 19e en 20e eeuw de grondslag voor technische tekeningen, die in de bouwkunde en de industrie werden gemaakt.

## Geschiedenis

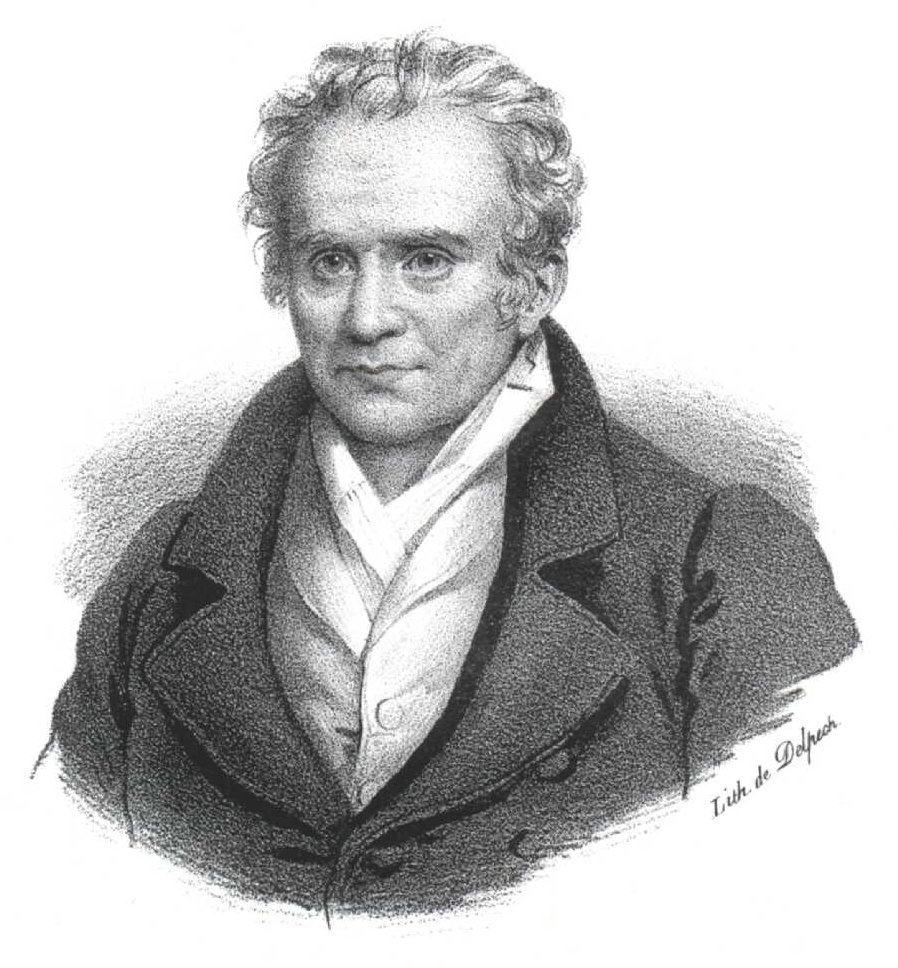
Gaspard Monge

Met de opkomst van de renaissance en haar behoefte de wereld natuurgetrouw af te beelden, werd in 15de en 16de eeuw de projectiemethode met lijnperspectief ontwikkeld. De Italiaan Piero della Francesca 1412-1492 was hiermee een van de eersten. Hieromheen kwam een meetkunde tot bloei, de zogenaamde projectieve meetkunde, vooral onder invloed van de 17e-eeuwse wiskundigen Girard Desargues en Blaise Pascal. Aan het eind van de 18de eeuw werd de beschrijvende meetkunde ontwikkeld tot een omvangrijk en logisch geheel van voorschriften voor het maken van technische tekeningen. Hierbij werkte Amédée-François Frézier 1682-1773 de orthogonale projectie uit tot een samenhangend systeem. Het was echter nog geheel gericht op de praktische toepassingen.
Bij de perspectivische projectie van een ruimtelijk object op een plat vlak worden over het algemeen de werkelijke grootten van lengte en hoeken niet bewaard. Om dit wel te bewerkstelligen schreef Gaspard Monge 1746-1818 in zijn boek Géométrie Déscriptive uit 1798 over de projectietechniek van de beschrijvende meetkunde, een methode om ruimtelijke figuren en voorwerpen systematisch en exact te beschrijven. Hij voegde de verschillende projectiemethoden bij elkaar als varianten op een constructiemethode en maakte er een abstracte theorie van zonder directe verwijzing naar allerlei toepassingsmogelijkheden. Deze beschrijvende meetkunde was volgens hem even onontbeerlijk als lezen, schrijven en rekenen, even geschikt voor de arbeider, de vakman en de technisch ontwerper als voor de opzichter, een instrument voor zowel het ontwerp als de uitvoering van het werk en bovendien een middel waarmee alle betrokkenen effectief met elkaar zouden kunnen communiceren. De verdere ontwikkeling van de industrie was volgens hem direct van deze mathematische methode afhankelijk.

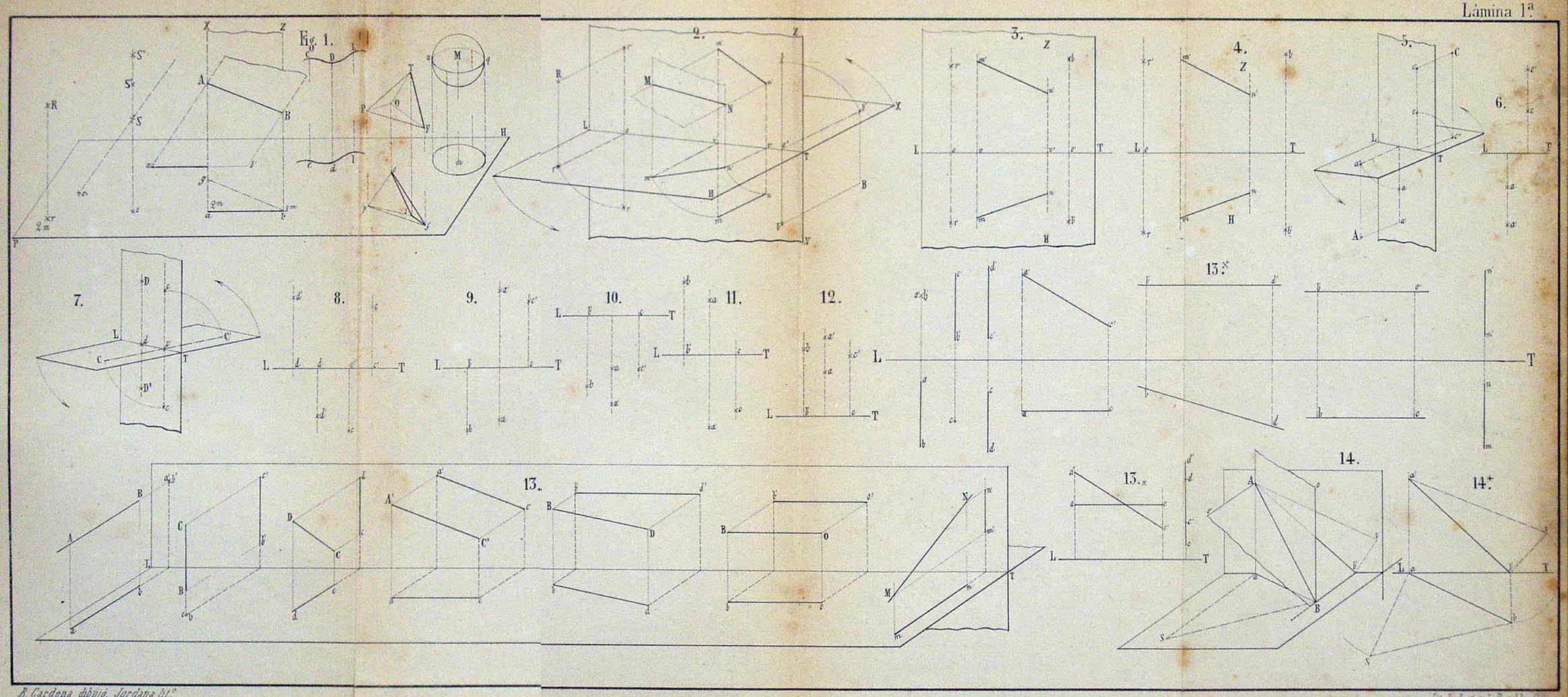
Overzicht van de beginselen van projectie uit 1869

Door wetten en decreten betreffende het openbaar onderwijs rond 1812 werd de beschrijvende meetkunde voor het onderwijs in Nederland en België voorgeschreven naar Frans voorbeeld. De beschrijvende meetkunde werd in het technisch onderwijs in de 19de eeuw gecombineerd met het technisch tekenen van werktuigbouwkundige of bouwkundige constructies. De machinebouw werd toen veel belangrijker dan de architectuur. Door de ingewikkelder constructie en moeilijker maatvoering in de verkorting verloor perspectief hoe langer hoe meer terrein aan de orthografische projectie. In de bouwkunde bleef het vak voor presentaties gehandhaafd.
De beschrijvende meetkunde was tot in de jaren 1960 in Nederland en België een zelfstandig onderdeel van het vak wiskunde in het secundair onderwijs, maar is daarna in het bestaande wiskundeonderwijs samengevoegd. Het wordt in Vlaanderen nog als een zelfstandig keuzevak onderwezen in de derde graad, de twee laatste jaren, van de afdeling wiskunde-wetenschappen van de humaniora.

## Functie
De beschrijvende meetkunde is de tak van de wiskunde die leert hoe voorwerpen, die zich in de ruimte bevinden, op een plat vlak worden voorgesteld en omgekeerd hoe een driedimensionaal model van een figuur aan de hand van de technische tekeningen ervan kan worden gemaakt. Het ruimtelijke inzicht in de vorm van een figuur wordt veel beter, doordat uit zulke voorstellingen de ware gedaante en grootte van het voorwerp is te begrijpen. Beschrijvende meetkunde is de kunst om ruimtelijke lichamen op een plat vlak af te beelden en kan tot de elementaire meetkunde worden gerekend, terwijl de hogere meetkunde zich bezighoudt met de beschouwing en de betrekkingen van allerlei kromme lijnen.
De beschrijvende meetkunde was van oorsprong een omvangrijk en logisch geheel van voorschriften voor het maken van technische tekeningen rond de orthografische en orthogonale projectie. Hiernaast zijn verschillende varianten van projectiemethoden ontwikkeld, en enige abstracte theorie zonder directe verwijzing naar allerlei toepassingsmogelijkheden. De verschillen tussen de projectiemethoden bestaan voornamelijk in de eigenschappen van de projecterende lijnen: loodrecht of onder een hoek op het projectievlak en met het centrum op oneindig of uit een eindig punt.
De beschrijvende meetkunde stelt ontwerpers in de werktuigbouwkunde en de bouwkunde in staat om hun ideeën en ontwerpen door middel van een tekening tot uiting te brengen. Dergelijke tekeningen kunnen door de ontwerper zelf of door anderen aan nauwkeurig onderzoek worden onderworpen en waar nodig worden verbeterd. Sinds haar ontwikkeling is de beschrijvende meetkunde ook vaak gezien als een middel om het verstand en de verbeeldingskracht te oefenen en te versterken.
Wetenschappelijk tekenen is in Vlaanderen is de gebruikelijke naam voor de beschrijvende meetkunde. Er zijn wereldwijd standaarden voor technische tekeningen. De norm van de Internationale Organisatie voor Standaardisatie is daarvan de bekendste. Het gaat daarbij bijvoorbeeld om het verschil tussen de Europese en de Amerikaanse projectie en welke lengtematen er worden gebruikt.

## Onderwerpen

### Projectie

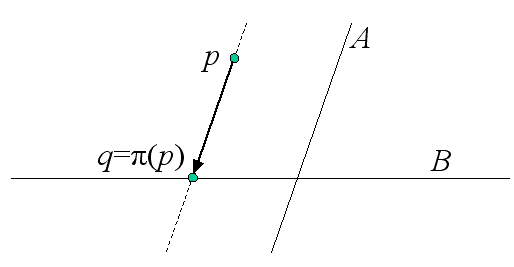
Beginsel van de vlakke evenwijdige projectie

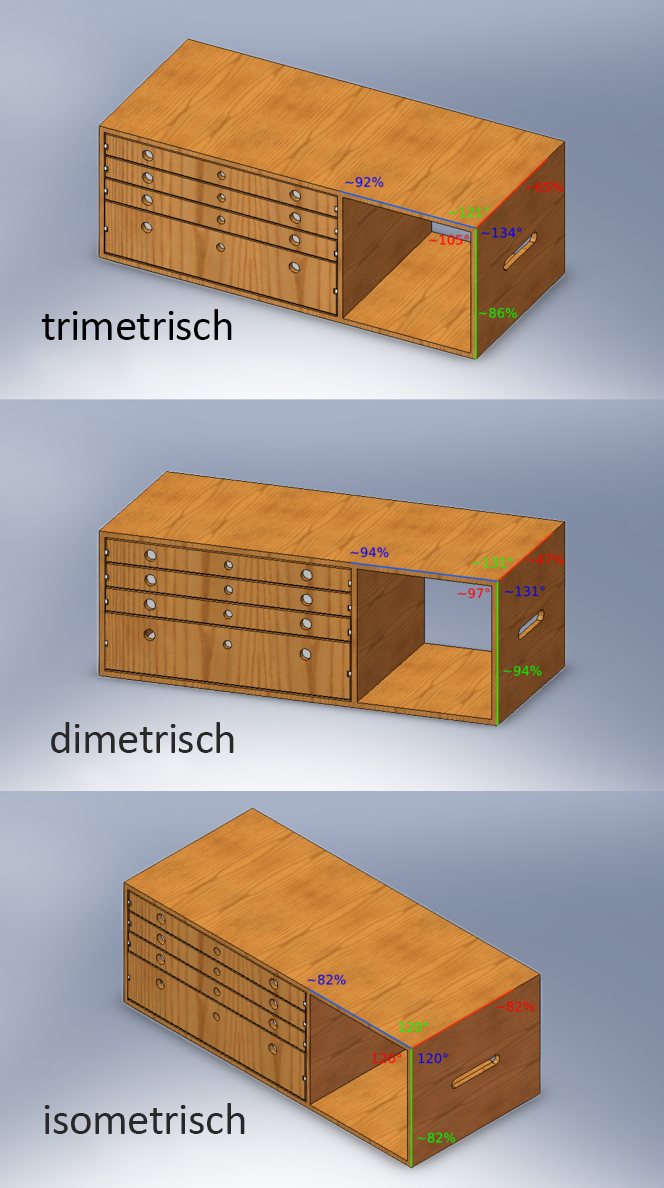
Drie parallelle projecties

Een projectiemethode in het technisch tekenen is een methode om een voorwerp op het platte vlak af te beelden met bepaalde aanzichten. Moderne projectiemethoden zijn de parallelprojectie en daarop gebaseerd de orthografische projectie en de centrale projectie, dat is het tekenen in lijnperspectief. Een projectie in de meetkunde is een bepaald soort transformatie, waarmee een hogerdimensionale ruimte tot een lagerdimensionale ruimte wordt teruggebracht. De meetkunde kent verschillende soorten projecties.
Bij de orthografische projectie wordt een driedimensionaal object vanuit verschillende hoeken gezien op een plat vlak getekend. Men plaatst alle aanzichten in een enkele tekening op een voorgeschreven manier onder en naast elkaar. Hiervoor zijn twee methoden in gebruik: de Europese en de Amerikaanse projectie.
Lijnperspectief is een methode om de diepte, zoals die in werkelijkheid wordt gezien, op het platte vlak weer te geven. Perspectieven van een ruimtelijk object stemmen in hoge mate overeen met het natuurlijke beeld dat een waarnemer van de werkelijkheid heeft. De belangrijkste drie vormen zijn:
- het eenpunts- of centraalperspectief
- het tweepuntperspectieven, en
- het driepuntperspectief

naar het aantal gebruikte verdwijnpunten in de gebruikte projectiemethode.

### Projectievlak
Het projectievlak is het vlak waarop het ruimtelijke figuur wordt afgebeeld. In de beschrijvende meetkunde worden voornamelijk twee loodrecht op elkaar staande projectievlakken gebruikt. Alleen bij kaartprojectie wordt in veel gevallen geprojecteerd op een gebogen, ontwikkelbaar oppervlak. Het projectieoppervlak is bij de kegelprojectie bijvoorbeeld een kegel en bij de cilinderprojectie een cilinder. Vaak wordt zo'n projectieoppervlak toch een projectievlak genoemd, waarbij de projectie letterlijk geldt, maar het vlak gekromd is. Platgelegd is het projectievlak natuurlijk wel vlak
De projectiemethode schrijft de eigenschappen van de projecterende lijnen voor op het projectievlak. Dit is dan bijvoorbeeld loodrecht of onder een scheve hoek op het projectievlak en met het centrum op oneindig of uit een eindig punt.

### Methode van Monge
De projectiemethode van Monge, ook orthogonale projectie genoemd, gaat uit van twee loodrecht op elkaar staande projectievlakken, om een driedimensionale figuur op af te beelden. Het ene vlak wordt horizontaal denkbeeldig onder het voorwerp geplaatst, het horizontale projectievlak, en het andere vlak verticaal achter het voorwerp, het verticale projectievlak. De snijlijn van de twee projectievlakken noemt men de {\displaystyle xy}-as. Daarbij wordt alleen de eerste ruimtehoek gebruikt, dus die waar het voorwerp in ligt. Bij beschrijvende meetkunde worden de vier ruimtehoeken gebruikt, komt het tweede deelvlak in beeld en vervalt de {\displaystyle xy}-as.
Door nu de omtreklijnen van het voorwerp loodrecht op de projectievlakken te projecteren ontstaat een bovenaanzicht op het horizontaal projectievlak, de horizontale projectie, en een vooraanzicht op het verticaal projectievlak, de verticale projectie. Beide projecties geven een schijnbare omtrek weer van het voorwerp en kunnen eventueel naast elkaar op een vlak worden afgebeeld.

### Schaal
Het is de bedoeling ruimtelijke voorwerpen op een gangbare maat papier of op het beeldscherm af te beelden. Dat betekent dat zij vrijwel altijd op schaal zijn getekend.

## België
Men maakt in België onderscheid tussen de beschrijvende meetkunde en wetenschappelijk tekenen, hoewel beide vakgebieden wel dicht tegen elkaar aanliggen. Beide vakgebieden zijn op het onderwijs gericht.

### Beschrijvende meetkunde
De beschrijvende meetkunde leunt sterker naar de wiskunde, omdat daarin gebruik van lijnen en vlakken gebruikt wordt gemaakt, die zich per definitie oneindig uitstrekken. Daarbij beperkt men zich niet tot de eerste ruimtehoek, maar maakt men gebruik van de vier ruimtehoeken zodat de {\displaystyle xy}-as wegvalt. Mogelijke opdrachten zijn:
- Teken een lijn die door een gegeven punt gaat en twee kruisende lijnen snijdt of
- Teken de gemeenschappelijke loodlijn van twee kruisende lijnen.

Deze opgaven trachten de leerling een vorm van abstract en methodisch denken bij te brengen.

### Wetenschappelijk tekenen
Wetenschappelijk tekenen beperkt de ruimte tot de eerste ruimtehoek en kent de {\displaystyle xy}-as als snijlijn van de beide projectievlakken waardoor het mogelijk is van elk punt de coördinaten, de hoogte en afstand, vanaf deze as op schaal uit te zetten. Men maakt gebruik van de constructieve ruimtemeetkunde met de bekende veelvlakken en volumes zoals prisma en piramide, cilinder en kegel met beperkte afmetingen.
Een cursus wetenschappelijk tekenen omvat een inleiding in de soorten projecties zoals de orthogonale projectie met de Europese en de Amerikaanse methode en projectie met lijnperspectief.
Orthogonale of loodrechte projectie maakt gebruik van twee loodrecht op elkaar staande projectievlakken, het horizontale en verticale projectievlak, waarop alle punten van een voorwerp loodrecht worden geprojecteerd. Het is de bedoeling dat de leerling zich een beeld kan vormen van de ruimtelijke situatie aan de hand van beide projecties, namelijk de horizontale en de verticale projectie.
Daarnaast is er ook aandacht voor verschillende perspectiefsystemen:
- isometrisch tekenen, zoals de isometrische projectie zonder diepteverkorting
- dimetrische systemen met diepteverkorting
- trimetrische systemen

Al deze methoden laten toe om voorwerpen zonder al te grote vervormingen via een beeld aan de waarnemer voor te stellen.
De vakken vinden hun toepassing in het maken van tekeningen in de architectuur. De leerling leert daarbij een tekenprogramma toepassen. De gebruikte projecties vinden ook toepassing in de cartografie, de stereotomie en kunnen helpen praktische problemen van bijvoorbeeld het daktimmeren op te lossen, zoals de ware grootte zoeken van een spant van een hoekkeper door dit via wentelen uit te slaan.

## Websites
- J Vercruysse. Beschrijvende Meetkunde.  voor de Vrije Universiteit Brussel